# Ishigakia tertia
Ishigakia tertia là một loài tò vò trong họ Ichneumonidae.